# Gameface
Gameface és una comèdia de situació britànica creada, escrita i protagonitzada per Roisin Conaty. El pilot es va emetre a Channel 4 el 23 d'abril de 2014. La primera sèrie va començar a l'E4 el 12 d'octubre de 2017 i va acabar amb la segona temporada a Channel 4 el 14 d'agost de 2019. La història segueix la vida de la Marcella (Conaty) mentre rep entrenament personal i intenta trobar feina d'actriu. S'ha doblat al català per a la plataforma 3Cat, que la va estrenar el 19 de març de 2024.